# Nikola Peković (voleibolista)
Nikola Peković (Požarevac, 6 de março de 1990) é um jogador de voleibol indoor sérvio que atua na posição de líbero.

## Carreira

### Clube
Peković começou sua carreira profissional em 2004, aos 14 anos de idade, pelo OK Mladi Radnik Požarevac, no campeonato sérvio, por onde atuou por uma década. Em 2014 o líbero foi contratado pelo Vojvodina NS Seme Novi Sad, por onde competiu por 4 temporadas, conquistando dois títulos do Campeonato Sérvio, uma Copa da Sérvia, uma Supercopa Sérvia e a Taça Challenge de 2014-15.
Em 2018 foi contratado pelo Partizan Belgrade, atuando pelo clube por duas temporadas, enquanto em 2020 fez sua estreia internacional no campeonato romeno atuando pelo SCM Zalău. Voltou a competir em seu país natal após fechar contrato com o Ribnica Kraljevo, em 2021.
Em janeiro de 2022 o líbero se mudou para a Alemanha para competir pelo VfB Friedrichshafen, por onde conquistou o título da Copa da Alemanha de 2021-22. No ano seguinte renovou o seu contrato com o clube por mais duas temporadas.

### Seleção
Peković fez sua estreia com a seleção adulta sérvia durante a Liga das Nações de 2019. No mesmo ano se tornou campeão europeu ao vencer o Campeonato Europeu derrotando a seleção eslovena por 3 sets a 1.

## Títulos
Vojvodina Novi Sad
- Campeonato Sérvio: 2016-17, 2017-18

- Copa da Sérvia: 2014-15

- Supercopa Sérvia: 2015

- Taça Challenge: 2014-15

VfB Friedrichshafen
- Copa da Alemanha: 2021-22

## Clubes
| Anos      | Clube                      |
| --------- | -------------------------- |
| 2007–2014 | OK Mladi Radnik Požarevac  |
| 2014–2018 | Vojvodina NS Seme Novi Sad |
| 2018–2020 | Partizan Belgrade          |
| 2020–2021 | SCM Zalău                  |
| 2021–2022 | Ribnica Kraljevo           |
| 2022–     | VfB Friedrichshafen        |

## Prêmios individuais
- 2022: Torneio Hubert Jerzeg Wagner – Melhor líbero